# Begonia vietnamensis
Begonia vietnamensis es una especie de la familia de las begonias Begoniaceae, descubierta por el biólogo taiwanés y vietnamita, en el parque nacional de Phong Nha-Ke Bang, provincia de Quang Binh, Vietnam.
- Datos: Q2884063